# Csány
Csány község Heves vármegye Hatvani járásában.

## Fekvése
A vármegye délnyugati részén, ezen belül a Gyöngyösi-síkon fekszik, Hatvantól mintegy 10 kilométerre keletre. A közvetlen szomszédos települések: észak felől Hort, északkelet felől Atkár, kelet-délkelet felől Jászárokszállás, dél felől Jászágó, délnyugat felől Jászfényszaru, nyugat felől pedig Hatvan. Kelet felől a legközelebbi település Vámosgyörk, de a közigazgatási területeik nem határosak.
Éghajlata mérsékelten meleg, száraz, mikroklímáját a Mátra szélárnyékoló hatása határozza meg. A csapadék átlagos évi összege 550–600 milliméter, az évi középhőmérséklet 10 °C a napsütéses órák száma 1950–2000 között van. Szélviszonyait illetően a nyugatias, keleties szelek dominálnak.
A tengerszint feletti magasság nem éri el a 150 métert; egyetlen említésre érdemes kiemelkedése a falu feletti Akasztó-halom. A községen az Ágói-patak folyik keresztül, határában a Szarv-Ágy folyása érdemei még említést. A talajvíz szintjének mélysége 4–6 méter, az artézi kutak előfordulása számottevő. Természetes növényvilágát a csekély erdőtársulások mellett jobbára lágyszárú fajok alkotják; állatvilágára a kisállatok jellemzőek. Erdőterülete csupán 1-2%. A homokos, kavicsos hordalékkúp-síkságon barnaföldek és csernozjom barna erdőtalajok vannak. Homoklelőhellyel is rendelkezik.

### Megközelítése
Csak közúton közelíthető meg; Hatvan és Atkár felől a 3201-es, Hort felől pedig a 3202-es úton. Vasútvonal nem érinti, a legközelebbi vasúti megközelítési lehetőséget ma a Budapest–Sátoraljaújhely-vasútvonal Hatvan vasútállomása kínálja. Északi határszéle közelében működött a vonal Hort-Csány vasútállomása, de ezt az állomást a 2016/2017-es menetrendi időszaktól kezdődően lezárták a személyforgalom elől.

## Története

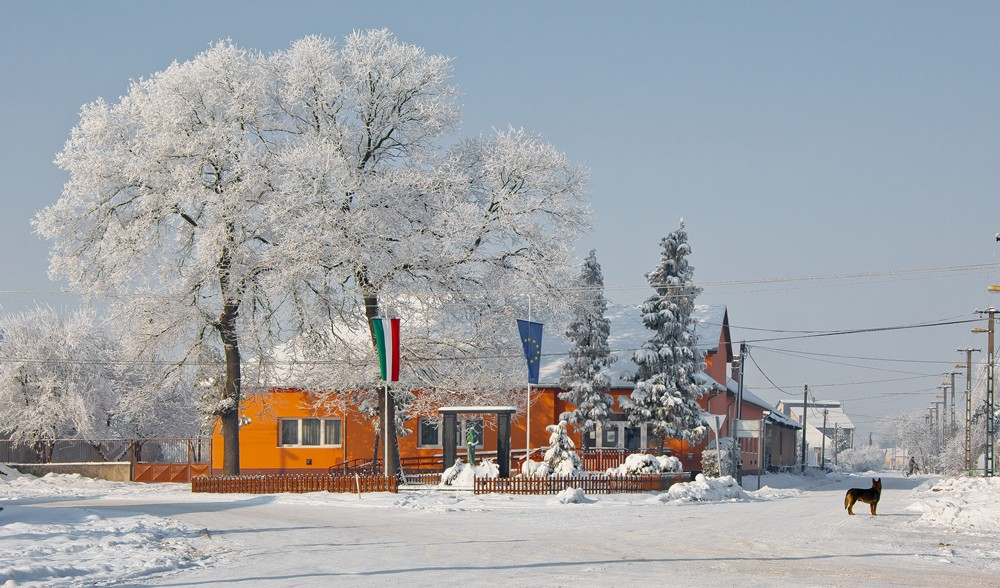
Csányi látkép

Legrégebbi emlékei az újabb kőkor ún. tiszai kultúra idejéből valók. A bronzkor középső szakaszának a közepén kialakult hatvani kultúra szórványleleteivel bizonyítja az ember itteni megtelepedését. A népvándorlás első fázisából szarmaták mozgásának vannak emléknyomai.
A falu neve, mely feltehetően a Csán személynévből származik, először az 1332. évi pápai tizedjegyzékben fordult elő. 1409-ben a Csányi család birtokaként szerepeit, 1445-ben Chanként jelent meg.
1552-ben a török elől a lakosság elmenekült pár év múlva tértek vissza. Ekkor a település a hatvani szandzsák kezében volt, s török őrség vigyázta a falut. 1623-ban Nagy Albertné részbirtokos nevét jegyezték fel, utána Bernátfy Borbálától zálogként Földváry György vette át a birtokot, 1641 -tól pedig a Mocsáryak, akiktől Vámossy István alispán vásárolt területet.
A 17-18. század birtokosai közül megemlítendő a Horváth, a Kürtösi, a Holecz, a Csima, a Sövényházi, a Bertóti, a Farkas, az Ordódy, a Páldi, valamint a Józsa család.
1701-ben Vay Ádám és Ordódy György Heves vármegye kuruc alispánja, továbbá a Fejérpataky és Róth családok voltak a birtokosok. 1725-ben 3 család, a Vay, a Battlik és a Holecz családok maguk osztották fel a falut; ekkor már több állattartó és szántóvető földesúri majorság volt a településen.
1729-ben Csány egyharmad részét császári adományként gróf Stahremberg kapta, akitől 1741-ben Grassalkovich Antal hatvani földesúr vásárolta meg, s ettől kezdve száz éven keresztül az övé volt a település egy része. 1841-ben Sina báróhoz került, míg a többi településrészt felaprózták.
A falu teljes sík határából az 1770-es évek végére 4600 hold területet tettek mező¬gazdaságilag használható szántóterületté, ebből 3660 holdon majorsági üzemeket alakítottak. 1848-ban 81 fél- és negyedtelkes jobbágyparasztot jegyeztek fel, a zsellérek száma ennek több mint kétszerese volt. Az I. világháborúban Csány polgárai közül 282-en vettek részt, életét vesztette 49 hős.
Csány a 20. század első felében, mint nagyközség szerepelt a hatvani járásban. Külterületei: a Batta Emánuel tanya, Halász Aladár-tanya (Aladár), Kuhália-tanya, Mócár Béla-tanya, Pethes-tanyák, Pusztacsány és az Agrária szőlőtelep. Lakóinak száma 1930-ban elérte a 4505 fő, bár a megelőző 10 év alatt 411 -en költöztek el a községből. 889 lakóház állt a településen.
A lakosság legnagyobb része római katolikus, de volt 14 református, 11 evangélista, 1 görögkatolikus és 63 zsidó is. A községben az oktatást a 7 tantermes, 7 tanerős elemi, s a hozzá kapcsolódó gazdasági továbbképző iskola látta el. A közművelődést szolgálta a Római Katolikus Olvasókör, megalakult a Levente Egyesület, a Polgári Lövész Egylet.
Az egészségügyi ellátás kielégítő volt. Helyben két orvos látta el a betegeket, s egy szülésznő működött a községben. A gyógyszertár is helyben volt.

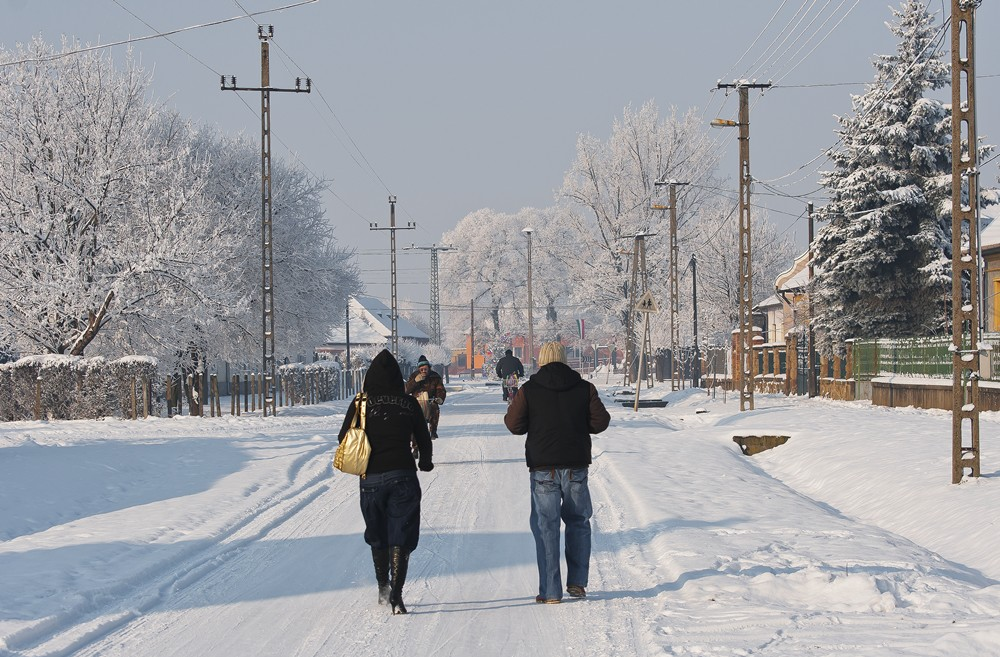
Csányi utca

Határa 8323 holdat tett ki, melyből 6820 kat. hold volt a szántóterület; itt a legfőbb termények közé a búza, zöldtakarmány, kukorica, rozs, árpa, tök, dinnye, dohány, len tartozott. A szőlő-és bortermelés szintén jelentékenynek számított. A községi Hitelszövetkezet, a Hangya Szövetkezet, és 6 kereskedő gondoskodott az ellátásról. Hetente, szerdán, hetivásárt tartottak sertésfelhajtással.
Csányon az 1930-as évek közepén egy nagy-és öt középbirtok volt 2327 kat. hold nagyságban. A dinnyetermesztésnek itt évszázados hagyományai vannak, termesztéséről már 1544-ben írtak. Emellett a szőlő termelése is jelentős volt. A századfordulótól kezdve a csányi dinnyét, illetve dinnyéseket az egész országban ismerték.
Az 1930-as években ipari üzem volt a faluban a malom és a mezőgazdasági szeszgyár, később hét gyümölcseldolgozó is épült. A község fejlődéséhez hozzájárult a Budapest-Miskolc vasútvonal kialakítása. Az 1930-as évek kisiparosai közül 38 egyedül, 16 pedig egy alkalmazottal dolgozott.
1944-ben a visszavonuló németek felrobbantották a település katolikus templomát, a hatvani vasúti hidat, s elvitték a szeszgyár gépeit is. A Hatvan környéki harcok miatt a front sokáig állt a falu határában, s emiatt sok épület megrongálódott. A falu katonailag 1944. november 27-én szabadult.
A földreform során 250 család között 1400 kat, hold földet osztottak ki. Az első mezőgazdasági termelőszövetkezeti csoportot 1949-ben alakították meg 22 taggal; 1960 januárjában került sor a kollektivizálásra. 1956-ban a mezőgazdasági terület 7663 kat. holdat tett ki - az egyéni szektorban 5298 hold volt.
A község területe 1956. február 1-jén 9323 kat. hold volt. A népesség száma 1949. január 1-jén 3691 fő, közülük 845 mezőgazdasági tevékenységet végzett. Ugyanekkor 862 lakóház volt a faluban, ebből 819 egylakásos; a 951 lakás közül 754 csupán egy szobából állt. 1955-ben 36 kisiparos dolgozott itt. A villanyt 1931-ben vezették be a településre. Csány nagyközség 1950. október 22-től önálló tanácsú község volt a hatvani járásban. A; 1969. évtől, a járás megszűnésével i gyöngyösi járáshoz csatolták, majd 1983. január 1-jétől Hatvan városkörnyék községének nyilvánították.
Csány község címerét és zászlóját Gergely Árpád festő és grafikus tervezte.

## Közélete

### Polgármesterei
- 1990–1994: Bánki Ede (független)[4]
- 1994–1998: Bánki Ede (független)[5]
- 1998–2002: Morvai István (független)[6]
- 2002–2006: Morvai István (független)[7]
- 2006–2010: Morvai István (független)[8]
- 2010–2014: Medve István (független)[9]
- 2014–2019: Medve István (független)[10]
- 2019–2024: Medve István (független)[11]
- 2024– : Medve István (független)[1]

## Népesség
A település népességének változása:
| Lakosok száma | 2118 | 2132 | 2118 | 2087 | 2082 | 2062 | 2072 |
|               | 2013 | 2014 | 2015 | 2021 | 2022 | 2023 | 2024 |

2001-ben a település lakosságának 93%-a magyar, 7%-a cigány nemzetiségűnek vallotta magát.
A 2011-es népszámlálás során a lakosok 88,2%-a magyarnak, 11,4% cigánynak, 0,6% németnek, 0,3% románnak mondta magát (11,6% nem nyilatkozott; a kettős identitások miatt a végösszeg nagyobb lehet 100%-nál). A vallási megoszlás a következő volt: római katolikus 72,8%, református 2%, görögkatolikus 0,3%, felekezeten kívüli 4,9% (19,3% nem nyilatkozott).
2022-ben a lakosság 92,4%-a vallotta magát magyarnak, 9% cigánynak, 0,8% románnak, 0,1-0,1% szlováknak, németnek és lengyelnek, 1,3% egyéb, nem hazai nemzetiségűnek (7,5% nem nyilatkozott; a kettős identitások miatt a végösszeg nagyobb lehet 100%-nál). Vallásuk szerint 48,5% volt római katolikus, 3,3% református, 0,3% görög katolikus, 0,2% evangélikus, 0,1% ortodox, 1,1% egyéb keresztény, 0,6% egyéb katolikus, 13,1% felekezeten kívüli (32,7% nem válaszolt).

## Nevezetességei
- Szigeti-kastély
- Halász Kastély - Idősek Otthona
- csányi dinnye
- Fonte Viva - ásványvíz
- Dinnyés Múzeum

## Híres szülöttei
- Abonyi Ferenc (1889 – 1946) - politikus, országgyűlési képviselő